# Orez amar
Orez amar (titlul original: Riso amaro) este un film dramatic italian, realizat în 1949 de regizorul Giuseppe De Santis a fost primul film din categoria filmelor neorealiste având un succes deosebit la public atât în sălile de cinematograf din Italia cât și din Franța. Titlul filmului are o semnificație dublă, nu doar „orez amar” ci totodată și „râs amar”. Protagoniștii filmului sunt Silvana Mangano, Vittorio Gassman, Raf Vallone.

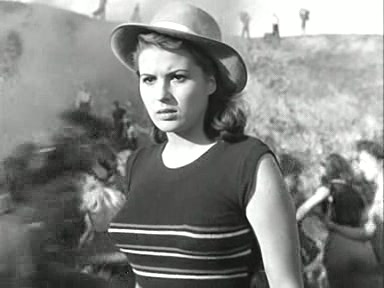
Silvana Mangano într-o scenă din film

Filmul a fost inclus în lista celor 100 de filme italiene de salvat (100 film italiani da salvare).

## Conținut
Hoțul de bijuterii Walter fuge din fața poliției cu un colier furat. El o roagă pe prietena sa Francesca, să îi ascundă colierul și pentru a nu bate la ochi, aceasta să se amestece în grupul unor muncitoare sezoniere care sunt pe drum spre o plantație de orez din nord, în Câmpia Padului. Printre acestea se află și Silvana, care visează la o viață luxoasă și ar dori să fie mai bine dansatoare decât muncitoare pe câmp. În curând ea află că Francesca are ceva de ascuns. 
Walter urmează grupul de femei care se îndreptă spre  nord, este refuzat de Francesca pentru că aceasta între timp s-a îndrăgostit de subofițerul Marco și  solidarizează acuma cu muncitoarele. Walter, cu promisiuni false o câștigă pe Silvana să-i fie complice la planul său de a fura orezul prevăzut ca plată pentru muncitoare. Francesca devenind geloasă pe Silvana, îl trădează pe Walter denunțând-ul poliției...  

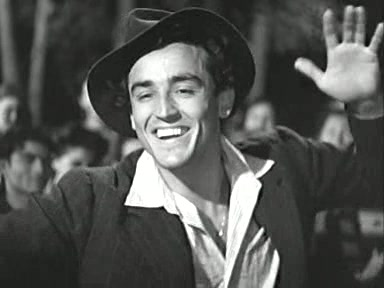
Vittorio Gassman într-o scenă din film.

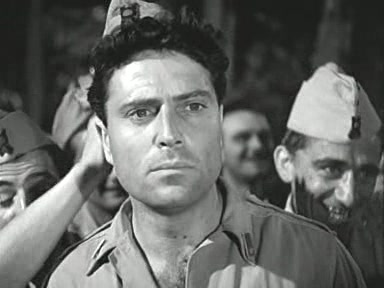
Raf Vallone într-o scenă din film.

## Distribuție
- Silvana Mangano – Silvana Meliga
- Doris Dowling – Francesca
- Vittorio Gassman – Walter Granata
- Raf Vallone – sergent Marco Galli
- Checco Rissone – Aristide
- Carlo Mazzarella – Mascheroni
- Nico Pepe – Beppe
- Maria Grazia Francia – Gabriella
- Anna Maestri – Irene
- Dedi Ristori – Anna
- Ermanno Randi – Paolo
- Lia Corelli – Amelia
- Adriana Sivieri – Celeste
- Mariemma Bardi – Gianna
- Maria Capuzzo – Giulia
- Attilio Dottesio – crainicul radio
- Isabella Zennaro – Giuliana
- Manlio Mannozzi – Alessandro
- Antonio Nediani – Nanni
- Mariano Englen

## Premise

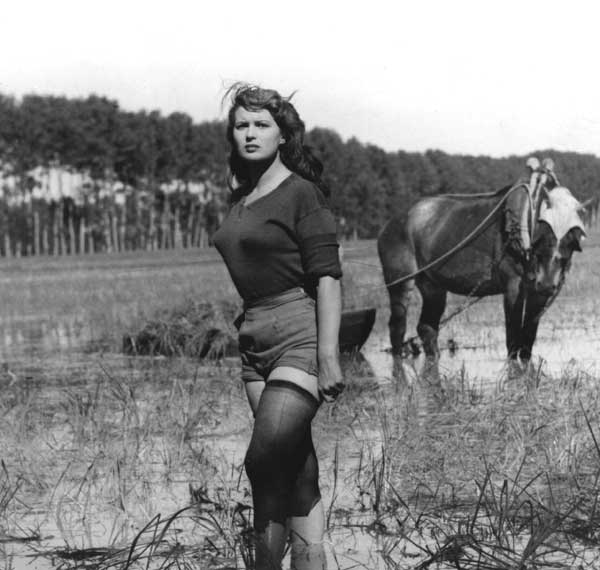
Silvana Mangano într-o scenă din film

Giuseppe De Santis amestecă în filmul său atmosfera vieții muncitorești a lucrătoarelor italience pe câmpurile de orez cu elemente de film cu gangsteri și film melodramatic. Colateral muzica (filmul conține căteva scene de dans Boogie-Woogie) cât și cântecele femeilor pe plantație, joacă un rol important în a se face legătura cu realitatea din acele timpuri. Bine cunoscutul cântec italian de partizani „Bella ciao” are originea în câmpurile de orez din Câmpia Padului.  Alegerea activității muncitoarelor de pe câmpurile de orez cu munca lor grea stând ziua întreagă în soare luni întregi, pentru a primi un salar de mizerie, nu a fost întâmplătoare. Aceste așa numite „mondine”, au fost într-un fel pionierele mișcării muncitorești din Italia, ele fiind deja organizate într-un sindicat care a introdus ziua de lucru de opt ore. Filmările interioare și exterioare au fost făcute la Risaie del Vercellese.

## Premii și nominalizări
- Povestea originală de Giuseppe De Santis și Carlo Lizzani, care stă la baza scenariului, a fost nominalizată în 1951 pentru Premiul Oscar. [3]